# Brigitte Haas
Brigitte Haas   (Vaduz, 27 de desembre de 1964) és una advocada i política liechtensteinesa que exerceix de primera ministra del país des del 20 de març de 2025. Anteriorment, havia sigut directora gerent de la Cambra de Comerç i Indústria de Liechtenstein.

## Vida primerenca
Haas va créixer a Schaan. Va fer pràctiques a l'administració estatal de Liechtenstein abans d'estudiar dret a la Universitat de Zúric.
Va ser la directora adjunta de la Cambra de Comerç i Indústria de Liechtenstein del 2004 al 2019, i en va ser la directora gerent des de l'agost de 2019 i fins a principis del 2025.

## Primera ministra de Liechtenstein
Haas va ser la candidata de la Unió Patriòtica a primera ministra de Liechtenstein a les eleccions generals liechtensteineses de 2025. Les eleccions van suposar una victòria per al partit. Com a tal, Haas va ser la primera dona cap de govern del país. Va assumir el càrrec el 20 de març de 2025.

## Vida personal
Haas viu a Vaduz, i està casada amb Hubert Ospelt.